# 曲流切斷

動畫形成牛軛湖

當河流中的彎曲被連接彎曲的兩個最近部分的斜槽通道破壞時，發生曲流切斷。這導致流動放棄曲折，並繼續直下坡。截面是蜿蜒河流演化的一個自然部分，也被用來人為縮短蜿蜒河流的航行長度。河的停滯部分有時會形成牛軛湖。